# Барони Дансані

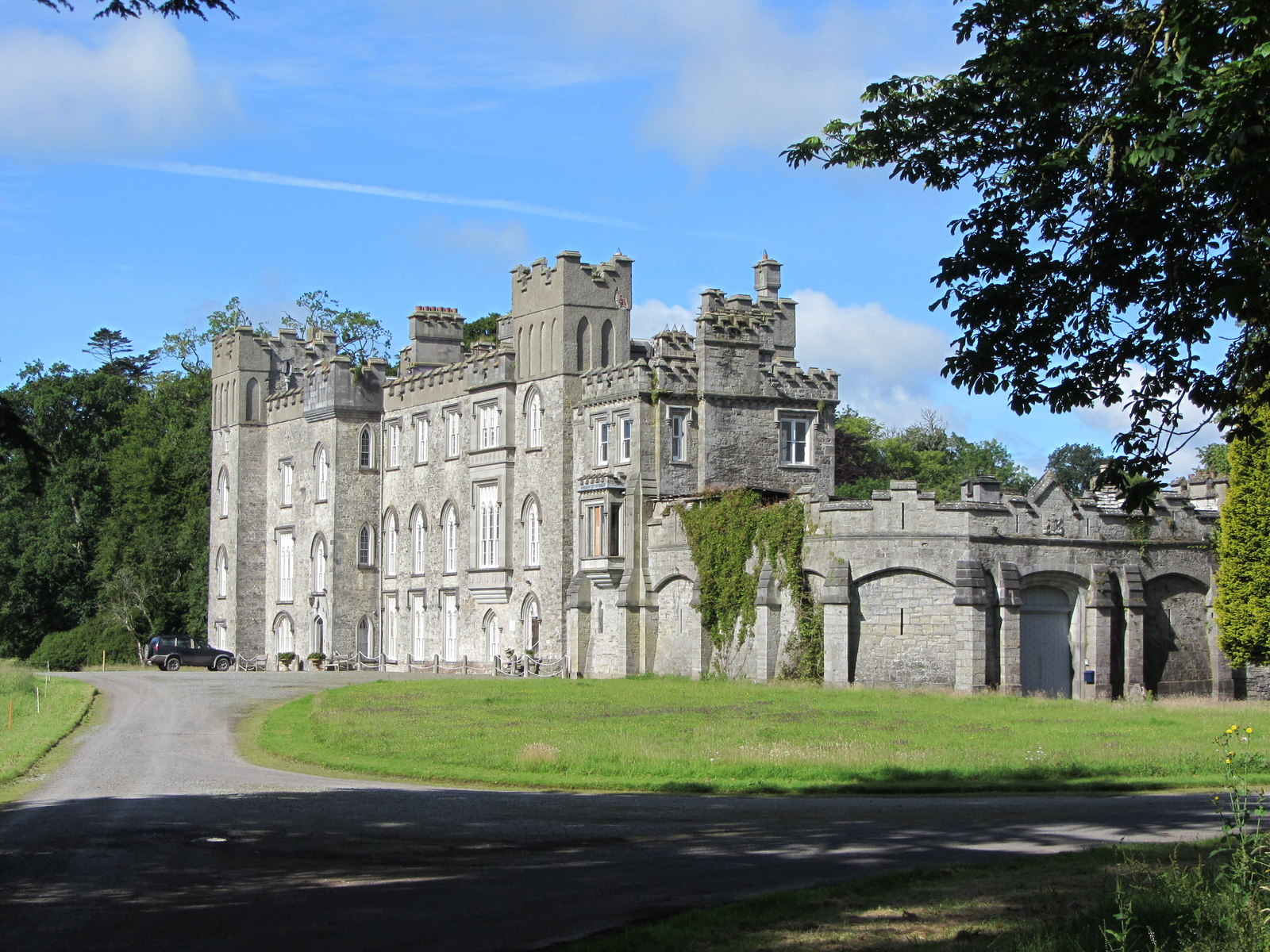
Замок Дансані, графство Міт.

Барони Дансані (англ. - Baron of Dunsany) – лорди Дансані, Дунсані – один із найдавніших аристократичних титулів в Ірландії. Це один з небагатьох аристократичних титулів в Ірландії, що збереглися з ХІІІ століття і донині. Цей титул поміняв протягом віків 21 власника. Титулом баронів Дансані довгий час володіла родина Планкетт. 

## Історія баронів Дансані
Першим бароном Дансані був сер Крістофер Планкетт - другий син Крістофера Планкетта, І барон Кілін. Старший Крістофер одружився з Джоан К’юсак - спадкоємицею володінь Кілін та Дансані, і передав Кілін своєму старшому синові, а Дансані другому. Дата, коли Крістофер Планкетт успадкував титул та став спадковим лордом-депутатом ірландського парламенту, невідома. Згідно Списку перів Кокайна немає відомостей про Дансані як барона до 1489 року, і титул цілком міг бути дарований ще до 1462 року, коли помер сер Крістофер[3]. З іншого боку, Дебретт вказав дату створення титулу як 1439 рік[4], підтверджений документами 1461 року. ІІІ барон Дансані був засновником Братства Святого Георгія і підтримував самозванця на англійський трон Ламберта Сімнела. IV барон Дансані солдат короля Англії і загинув під час придушення чергового повстання в Ірландії в 1521 році. Його син – V барон Дансані був солдатом і державним діячем, якого звинуватили в участі в повстанні Шовкового Томаса. 
ХІ барон Дансані був прихильником короля Якова II і після так званої «Славної революції» був оголошений поза законом. Однак, він був відновлений у своїх правах та йому були повернені маєтки після Лімерицького договору. ХІІ барон Дансані перейшов з католицтва в протестантизм (англіканство) з метою зберегти свої володіння і зберегти своє місце в палаті лордів парламенту Ірландії. ХІІІ барон Дансані, син ХІІ барона Дансані, домігся визнання його титулу і зберіг своє місце в палаті лордів парламенту Ірландії. Його спадкоємцем став його син – XIV барон Дансані, що служив лорд-лейтенантом графства Міт, був депутатом парламенту Великої Британії, був в палаті лордів як представник Ірландії з 1836 по 1848 рік. XV барон Дансані представляв землі Дрогеда в Палаті громад і був представником Ірландії з 1850 по 1852 роки. Його спадкоємцем став його молодший брат - XVI барон Дансані. Він був адміралом Королівського флоту, був представником Ірландії в парламенті Об’єднаного королівства Великої Британії та Ірландії в 1864 - 1889 роках. 
XVII барон Дансані - син XVI барона Дансані був депутатом парламенту від консервативної партії, представляв Південной Глостершир і був представником Ірландії з 1893 по 1899 рр. Його брат Горацій Планкетт був ключовою фігурою в розвитку ірландського сільського господарства та ірландського промислового виробництва. XVII барона Дансані змінив його син - XVIII барон. Він був відомим поетом, драматургом та автором оповідань та романів, відомий своїми оповіданнями в жанрі фентезі, оповіданнями про Йоркенса та романом "Дочка ельфійського короля". Нащадки його молодшого брата - Реджинальда Дракса, носять не тільки прізвище Дансані Планкетт, але й інші прізвища, успадковані від їх матері Ернле Елізабет Луїзи Марії Гросвенор Ернле-Ерле-Дракс, що була уродженою Ернле Елізабет Луїза Марія Гросвенор Бертон (1855 – 1916) і дала нащадкам рідкісне чотирикратне прізвище Планкетт-Ернле-Ерле-Дракс. Станом на 2013 рік титул барона Дансані має правнук XVIII барона - Рендал Планкетт – ХХІ барон Дансані, що у 2011 році став спадкоємцем свого батька - художника Едварда Планкетта – ХХ барона Дансані, і першого римо-католицького володаря титулу, починаючи з ХІІ барона Дансані.

## Найвідоміші барони Дансані
- Крістофер Планкетт – І барон Дансані (1410 – 1463)
- Річард Планкетт - ІІ барон Дансані (помер близько 1480)
- Джон Планкетт - ІІІ барон Дансані (помер 1500)
- Едвард Планкетт – IV барон Дансані (помер 1521)
- Роберт Планкетт - V барон Дансані (помер 1559)
- Крістофер Планкетт – VI барон Дансані (помер 1564)
- Патрік Планкетт – VII барон Дансані (помер у 1601 р.)
- Крістофер Планкетт - VIII барон Дунсані (помер у 1603 р.)
- Патрік Планкетт – ІХ барон Дансані (1595 – 1668)
- Крістофер Планкетт – Х барон Дансані (помер у 1690 р.)
- Рендалл Планкетт – ХІ барон Дансані (помер у 1735 р.)
- Едвард Планкетт – ХІІ барон Дансані (1713 – 1781)
- Рендалл Планкетт – ХІІІ барон Дансані (1739 – 1821)
- Едвард Ваддінг Планкетт – XIV барон Дансані (1773 – 1848)
- Рендалл Едвард Планкетт – XV барон Дансані (1804 – 1852)
- Едвард Планкетт – XVI барон Дансані (1808 – 1889)
- Джон Вільям Планкетт – XVII барон Дансані (1853 – 1899)
- Едвард Джон Мортон Дракс Планкетт – XVIII Дансані (1878 – 1957)
- Рендал Артур Генрі Планкетт – ХІХ барон Дансані (1906 – 1999)
- Едвард Джон Карлос Планкетт – ХХ барон Дансані (1939 – 2011)
- Рендал Планкетт – ХХІ барон Дансані (народився в 1983 році)